# Beata Naumnik
Beata Naumnik (ur. 28 stycznia 1971 w Białymstoku) – polska profesor, nefrolog. Kierownik Kliniki Nefrologii i Transplantologii z Ośrodkiem Dializ, Uniwersytetu Medycznego w Białymstoku. Laureatka prestiżowej nagrody w plebiscycie ShEO Awards 2023 Wprost w kategorii związaną ze zdrowiem za Autorytet Medyczny. Autorka 200 prac naukowych.

## Życiorys
W latach w 1996 roku ukończyła studia na wydziale lekarskim w Uniwersytecie Medycznym w Białymstoku, uzyskując dyplom lekarza.
5 czerwca 2014 odebrała nominację profesora nauk medycznych z rąk prezydenta Polski Bronisława Komorowskiego.
Autorka 200 prac naukowych, poświęconych głównie zagadnieniom dysfunkcji śródbłonka w schyłkowej niewydolności nerek, wpływowi heparyny drobnocząsteczkowej i niefrakcjonowanej na funkcjonowanie śródbłonka w schyłkowej niewydolności nerek, infekcyjnym i nieinfekcyjnym powikłaniom po przeszczepieniu nerek oraz zastosowaniu zdalnego monitorowania u pacjentów dializowanych otrzewnowo.
Pełnione funkcje:
- od 2013 – konsultant wojewódzki ds. nefrologii[3].
- 2013-2015 – Prezes Zarządu Oddziału Północno-Wschodniego Polskiego Towarzystwa Nefrologicznego[3].
- 2015 – 2021 – członek Zarządu Oddziału Północno-Wschodniego PTN[3].
- od 2016 – przewodnicząca Państwowej Komisji Egzaminacyjnej w dziedzinie chorób wewnętrznych[3].
- od 2017 – członek Państwowej Komisji Egzaminacyjnej w dziedzinie nefrologii[3].
- od 2017 – przewodnicząca Rady Społecznej Uniwersyteckiego Dziecięcego Szpitala Klinicznego im. L. Zamenhofa w Białymstoku[3].
- od 2018 – koordynator Nauczania Interny na kierunku lekarsko-dentystycznym[3].
- od 2018 – członek Rady Programowej na kierunku lekarsko-dentystycznym[3].
- od 2018 – członek Komisji Lekarskiej przy Rzeczniku Praw Pacjenta Urzędu Wojewódzkiego w Białymstoku[3].
- od 2020 – Członek Zespołu Ekspertów do opiniowania jednostek organizacyjnych ubiegających się o akredytację do prowadzenia szkolenia specjalizacyjnego i staży kierunkowych w dziedzinie nefrologii. CMKP, Warszawa[3].
- 2012-2016 – członek Wydziałowej Komisja ds. Jakości Kształcenia[3].
- 2016-2019, 2020-2024 – członek Senackiej Komisji ds. Oceny Kadry[3].
- od 16 września 2022, członek Zarządu Głównego Polskiego Towarzystwa Nefrologicznego[4][3].

## Nagrody i osiągnięcia
- Nagroda w plebiscycie ShEO Awards 2023 Wprost w kategorii związaną ze zdrowiem za Autorytet Medyczny[5].
- 18 (indywidualnych i zespołowych) nagród IMR UMB[6].
- 2002 – nagroda i grant Komitetu 39-ego Kongresu ERA-EDTA (Europen Renal Association – Europen Dialysis and Transplant Association) w kategorii jedno z najlepszych doniesień ustnych za pracę Effects of low-molecular-weight heparin (enoxaparin sodium) and unfractionated heparin on circulating endothelial markers in hemodialysis patients: a randomized prospective study[7].
- 2003 – za cykl 9 prac dotyczących dysfunkcji śródbłonka naczyniowego w niewydolności nerek – implikacje kliniczne i farmakologiczne (Zespołowa Nagroda Ministra Zdrowia)[7].
- 2004 – za cykl 8 prac dotyczących wpływu heparyn na śródbłonek u chorych hemodializowanych (Zespołowa Nagroda Ministra Zdrowia)[7].
- 2007 – II miejsce i nagroda w sesji Studenckich Kół Naukowych V Podlaskiej Międzynarodowej Konferencji Naukowo-Szkoleniowej Problemy terapeutyczno-pielęgnacyjne od poczęcia do starości[7].
- 2016 – II nagroda 11th Bialystok International Medical Congress for Young Scientists za ustną prezentację pracy przyklinicznego Naukowego Koła Studenckiego[7].
- 2016 – III miejsce i nagroda Lublin International Medical Congress for Young Scientists za ustną prezentację pracy przyklinicznego Naukowego Koła Studenckiego[7].
- od 2014 – współorganizacja corocznej Konferencji Szkoleniowej Nefrolodzy lekarzom rodzinnym i szpitalnym w Łomży (cykl corocznych spotkań dydaktycznych dla lekarzy Szpitala Wojewódzkiego w Łomży)[7].
- od 2013 – coroczna organizacja Sympozjum Naukowo-Szkoleniowego Nefrokardiologia w Białowieży[7].

## Członkowsko w Editorial Boards
- Editorial Board of the Research in Endocrinology IBIMA Publishing od 2013[8].
- Editorial Board of Journal of Kidney od 2017[9].
- Editorial Board of Nephrology and Kidney Disease od 2017[10].
- Editorial Board of Cells od 2021[11].
- Section Editor of Peritoneal Dialysis in Renal Disease and Transplantation[11].

## Życie prywatne
Żona profesora nauk medycznych Wojciecha Naumnika. Małżeństwo ma dwoje dzieci. Córka Gabriela Naumnik ukończyła New York University oraz Columbia University zaliczający się do Ivy League, autorki książki „Dream Crimes”. Syn Bartosz Naumnik jest studentem medycyny Uniwersytetu Medycznego w Białymstoku.
Pochodzi z rodziny szlacheckiej Chyczewskich h. Chrynicki, wywodzącej się z Chyczewa na Mazowszu.
Córka profesora nauk medycznych Lecha Chyczewskiego oraz profesora nauk medycznych Elżbiety Chyczewskiej.